# Anne Wallis de Vries
Anne Wallis de Vries (Amsterdam, 17 augustus 1988) is een Nederlands actrice.

## Biografie
Anne Wallis de Vries werd geboren in Amsterdam. Ze doorliep het Vossius Gymnasium, terwijl ze diverse toneelopleidingen volgde. Ze studeerde Kunst, Cultuur en Media aan de Rijksuniversiteit Groningen, International Business Administration aan de Vrije Universiteit Amsterdam en Theaterwetenschap aan de UVA.
In 2007 maakte ze haar filmdebuut in de film Timboektoe naar het gelijknamige boek van Carry Slee, waarin ze een bijrol had als een van de gevaarlijke tweelingzusjes. Van maart 2009 tot en met februari 2010 speelde ze in meer dan 100 afleveringen de rol van Tessel Albedo in de jeugdserie SpangaS. Haar rol eindigde met een auto-ongeluk, waarbij haar personage overleed. Het overlijden van het personage leidde tot 40 duizend reacties op de website van de serie, waardoor de website enige tijd onbereikbaar was. In 2011 nam zij deel aan het 48 Hour Film Project. In de korte film Voor m'n zusje speelde ze de rol van Ilse, een vrouw die, om haar zusje te plezieren, haar idool gijzelt. In 2012 speelde Wallis de Vries de rol van Priscilla in de Telefilm Mijn Marko. Hetzelfde jaar speelde ze een kleine rol in de Duitse film Die Quellen des Lebens.
Hierna speelde Wallis de Vries nog gastrollen in Danni Lowinski en Malaika.